# 大興（南）站
大興（南）站（英語：Tai Hing (South) Stop）是輕鐵的鐵路車站，代號220，屬於單程車票第2收費區，共有2個月台，共有2條輕鐵路線途經此站。大興（南）站位於大方街，在大興邨的東南面，為大興邨南部及周邊地區居民提供服務。

## 車站構造

### 車站樓層
| 地面              | 出口 | 大方街、大興邨、巴士總站 |   |  |
| 地面              | 月台 | \| 側式 · 開左邊车门 \| \| \| \| \| \| \| \| 輕鐵507綫往田景（大興（北）） 輕鐵610綫往屯門碼頭（大興（北）） \| 1 \| \| \| \| 2 \| 輕鐵507綫往屯門碼頭（銀圍） 輕鐵610綫往元朗（銀圍） \| \| \| \| 側式 · 開左邊车门 \| \| \| \| \| |   |  |
| 地面              | 出口 | 大方街、大興邨 |   |  |
| 側式 · 開左邊车门 |      | |   |  |
|                   |      | 輕鐵507綫往田景（大興（北）） 輕鐵610綫往屯門碼頭（大興（北）） | 1 |  |
|                   | 2    | 輕鐵507綫往屯門碼頭（銀圍） 輕鐵610綫往元朗（銀圍） |   |  |
| 側式 · 開左邊车门 |      | |   |  |

### 車站月台
- 由於空間所限，月台旁的一段路軌為鋪面路軌，並與汽車共用。汽車可在路軌上駛過，但不可停車（停在交通燈前除外）。

### 車站周邊
- 大興巴士總站
- 大興邨
- 翠林花園
- 康德花園
- 大興花園
- 大興商場
- 大興街市
- 大興郵政局
- 大興酒樓大樓
- 香港考試及評核局大興評核中心
- 台山商會學校

## 圖片庫

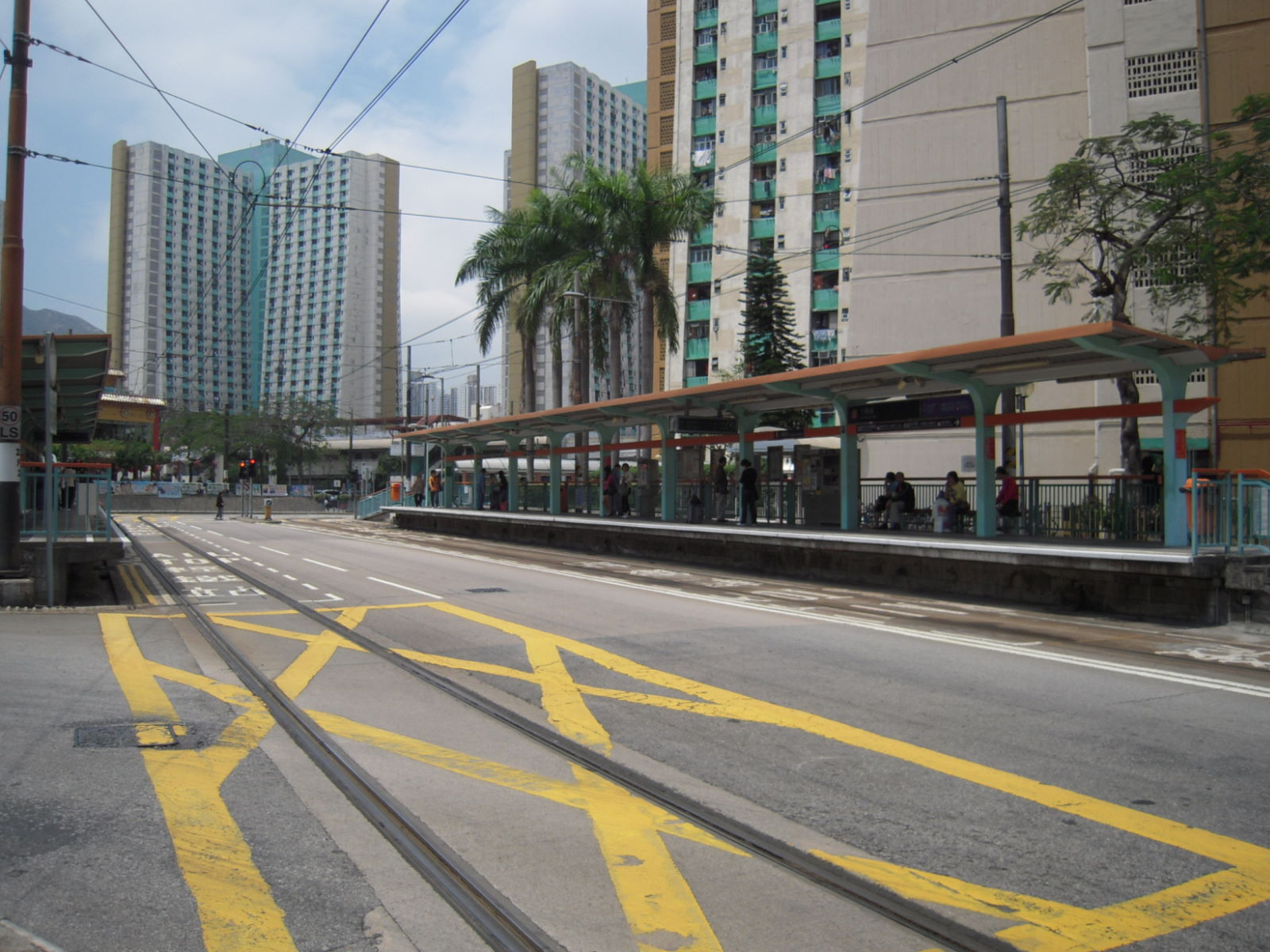
大興（南）站東面（2009年4月）
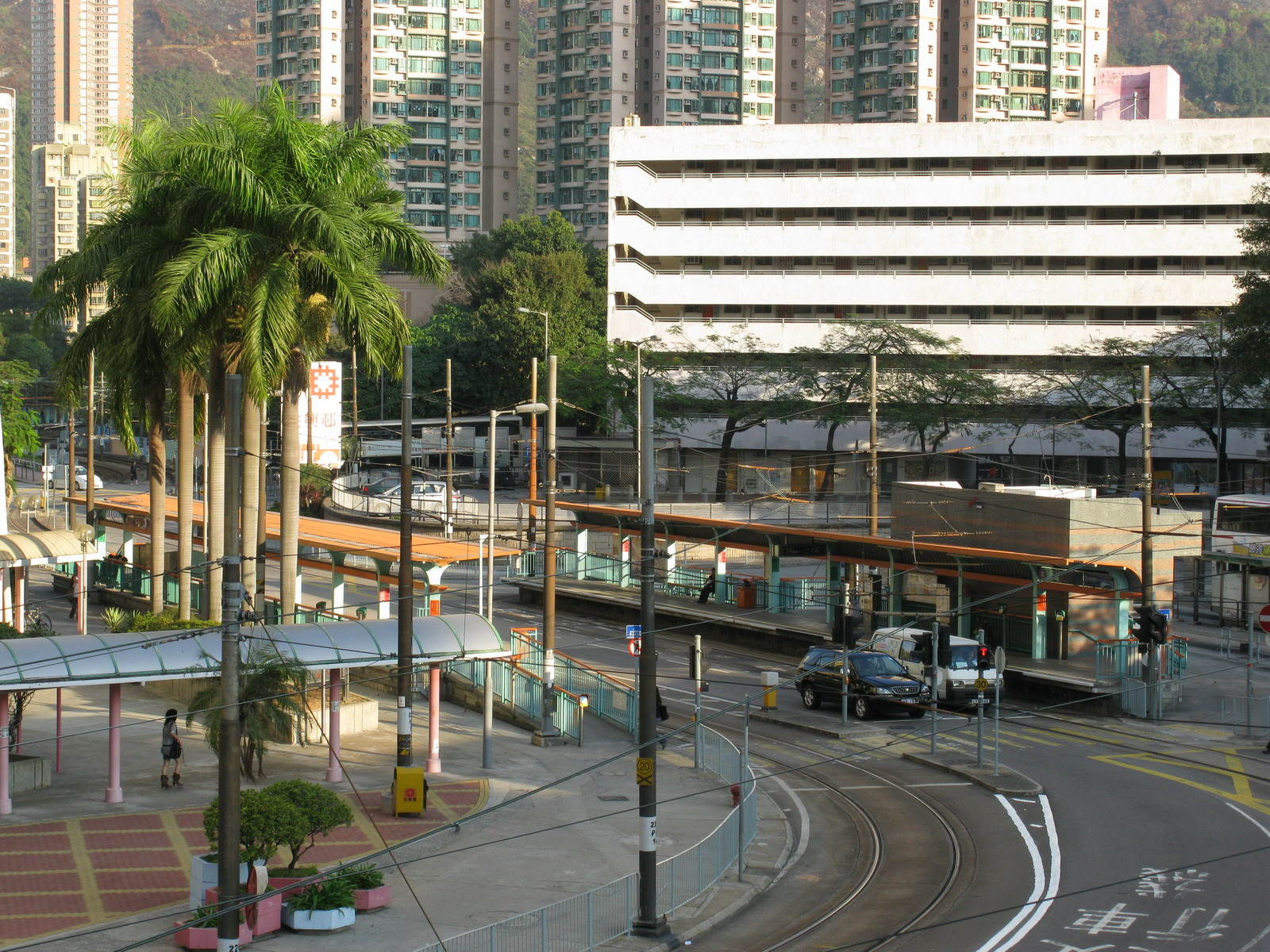
大興（南）站西面（2008年1月）

## 歷史

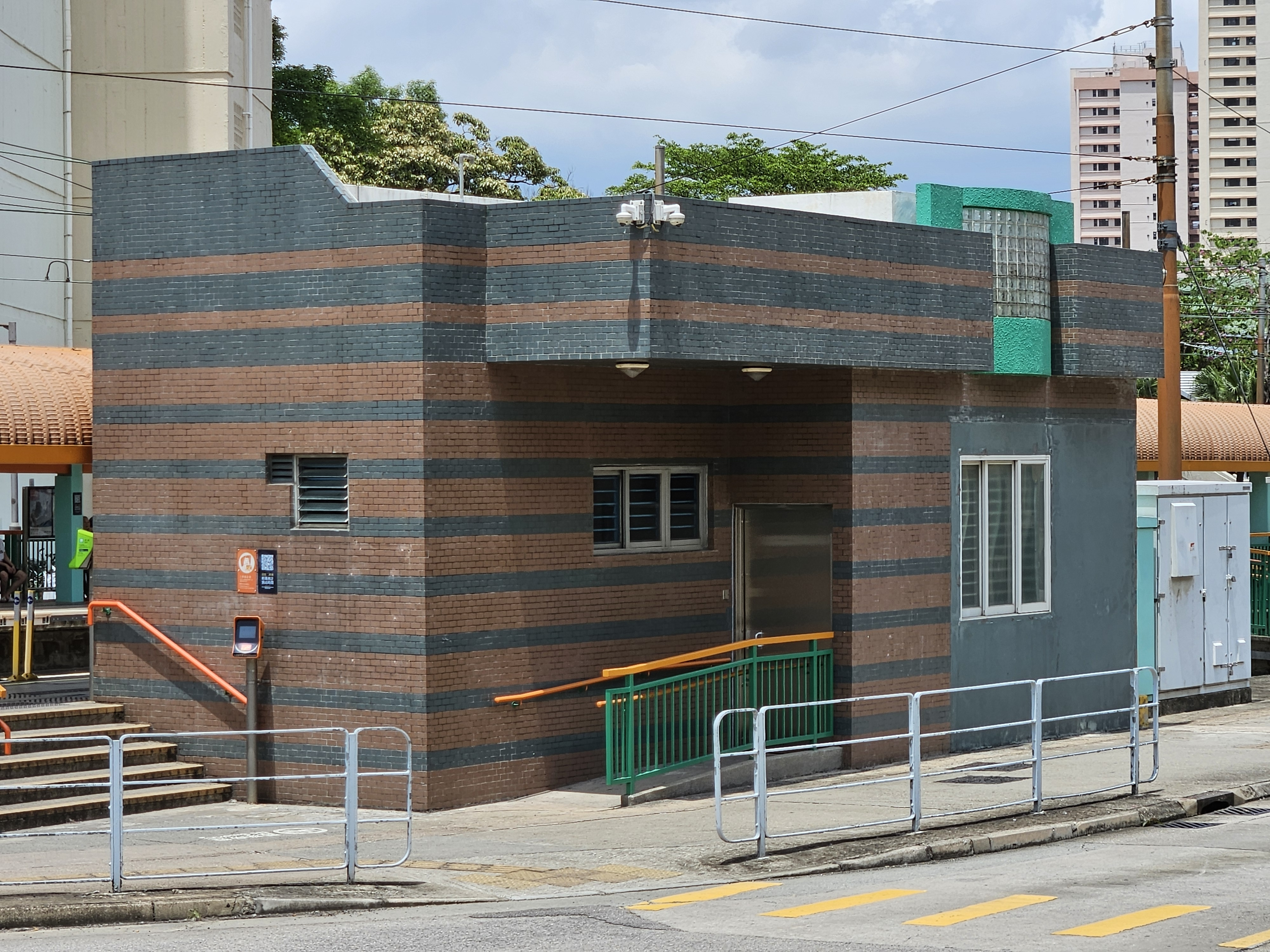
已停止服務的輕鐵客服中心

- 大興（南）站1號月台與巴士總站之間原設有輕鐵客務中心，但由於使用率低，於2008年8月11日停止服務。乘客需改往隔數個站的輕鐵良景站客務中心。
- 2020年3月28日，一輛列車在本站與私家車相撞，導致輕鐵507綫與610綫列車需改道行走。

## 外部連結
- 港鐵公司 - 輕鐵及巴士服務 - 輕鐵街道圖（页面存档备份，存于）
- 港鐵公司 - 輕鐵及巴士服務 - 輕鐵行車時間表（页面存档备份，存于）